# Sarpsborg
Sarpsborg este o comună din provincia Østfold, Norvegia.